# 腓特烈·卡爾一世
腓特烈·卡爾一世（德語：Friedrich Karl I.，1814年5月5日—1884年12月26日），霍恩洛厄-瓦爾登堡-希靈斯菲斯特親王，卡爾·阿爾布雷希特三世之子。

## 家庭
1840年，腓特烈·卡爾一世與叔父法蘭茲·約瑟夫的女兒特蕾莎結婚，兩人共有5子1女：
1. 尼庫勞斯（德语：Nikolaus zu Hohenlohe-Waldenburg-Schillingsfürst）（1841年—1886年）
2. 維克多（1842年—1885年）
3. 腓特烈·卡爾二世（1846年—1924年）
4. 克洛德維希（1848年—1929年）
5. 卡爾·埃貢（1849年—1910年）
6. 特蕾莎（1851年—1923年）